# Aprionus longitegminis
Aprionus longitegminis är en tvåvingeart som beskrevs av Junichi Yukawa 1967. Aprionus longitegminis ingår i släktet Aprionus och familjen gallmyggor. Arten är reproducerande i Sverige. Inga underarter finns listade i Catalogue of Life.